# Mobilidade em Transportes
O consórcio Mob - Mobilidade em Transportes, antes CONORTE (Consórcio Operacional Zona Norte), é um dos quatro consórcios privados que fazem o transporte público de Porto Alegre, juntamente com Via Leste, Consórcio Mais e Viva Sul, além da Carris. Sua frota é de 442 veículos, sendo 103 com portas de ambos os lados e plataforma elevada para embarque e desembarque em nível, e atualmente possui 100% da frota de ônibus adaptados para cadeiras de rodas, nas três empresas do consórcio.
Após a licitação da operação do novo sistema de transporte coletivo de Porto Alegre, o CONORTE foi extinto em fevereiro de 2016 e substituído pelo consórcio Mob – Mobilidade em Transportes.

## Empresas associadas
Faz a operação na bacia Norte de Porto Alegre e é formado pelas empresas:
- Auto Viação Navegantes
- Nortran Transportes Coletivos
- Sociedade de Ônibus Porto Alegrense (SOPAL)

## História

### Primórdios
No ano de 1988 as empresas Sopal e Nortran estudaram a implantação de um novo modelo administrativo por consórcio. Em 1989 essa iniciativa acabou sendo interrompida pela Prefeitura de Porto Alegre, que não aceitou a ideia. No ano de 1991 a Nortran faz parte de um corpo técnico para planejar a administração por consórcio. Em 13 de novembro do mesmo ano a empresa Sopal é devolvida para a iniciativa privada e segregada em duas operadoras: a Fênix e a Vianorte.
No fim de 1992, houve um acordo entre as empresas de transporte público da Zona Norte (Fênix, Nortran e Vianorte), o que possibilitou a implantação de um novo sistema de administração do transporte urbano de Porto Alegre. Em março de 1993 é fundada oficialmente a concessionária Conorte (Consórcio Operacional Zona Norte), que era vinculado a empresa Vianorte Serviços, controladora da operação das empresas vinculadas do consórcio. O consórcio também passa a controlar a fiscalização das empresas vinculadas a ela, com exceção dos largadores de garagem, que seguiram a ser controlados pelas empresas. Mas, com as dificuldades de relacionamento entre largadores e fiscalização de rua, acabou sendo unificados também. Também passam a ser centralizado o planejamento dos horário e itinerários das linhas, além das tratativas com o poder concedente e outros órgãos públicos. Em 1993 havia o problema dos grandes congestionamentos na Avenida Assis Brasil, principalmente próximo ao Viaduto Obirici. Os congestionamentos eram constantes devido ao problema da centralização do transporte naquela área e também por não haver vias alternativas para o deslocamento até o Centro. Foram então criados desvios pela Sertório e pela freeway, descongestionando o acesso ao Centro via Assis Brasil. Também houve a padronização do sistema de transporte público na Zona Norte, reduzindo o número de viagens perdidas e a qualificação da frota dos veículos usados e dos trabalhadores.

### Padronização
Em junho de 1994 é anexado no consórcio as empresas Vap, Vap-Jari (Metropolitana) e Estoril e em janeiro do ano seguinte a Vianorte é rebatizada de Sopal. Em 1995 o consórcio é reestruturado, ganhando sua própria administração (Conselho diretor, Diretor executivo, Setor de planejamento, Setor de CPD, Setor fiscalização e Assessoria comunitária). No mesmo ano inicia-se o processo das pinturas padronizadas por radiais nos ônibus do sistema de Porto Alegre. Devido a esta determinação, as empresas VAP, Estoril e VAP-Jari saem do Conorte para a criação de um consórcio próprio - na época denominado UNILESTE, que mais tarde daria origem ao UNIBUS. Em julho o sistema de pagamento das rodagens de veículos articulados e linhas diretas passa a ser feito conforme a sua produtividade. Em setembro é criado o Serviço de Informação e Reclamação do Conorte (SIRC), facilitando o contato dos clientes do Conorte à informações diversas sobre a operação e sobre horários e linhas. Em julho de 1996 a logomarca do consórcio é reformulada e passa a ser utilizada em toda a sua frota, passando também a identificar todas as empresas que a compõe. Em fevereiro de 1997 o consórcio participa junto com a ATP e outras operadoras privadas do sistema de um grupo de estudo para analisar as racionalizações do sistema e métodos de controle e avaliação dos custos de rodagem, com todos os participantes realizassem em proporções iguais os índices percentuais da matriz de partilha (igual a receita) e o relatório é apresentado em abril. Em março é criado o setor de treinamento, que atendia a legislação municipal (motoristas-48hs e cobradores-20hs), que foi inicialmente realizado pelas empresas Sopal e Fenix. A SMT/POA estuda o sistema por bacias operacionais em dezembro de 1997.

### Modernização do sistema
Em 13 de janeiro de 1998, pela lei 8.133, e atendendo a uma tendência internacional de municipalização da mobilidade urbana, a SMT é extinta para dar lugar a EPTC (Empresa Pública de Transporte e Circulação). Mesmo assim, por determinação da SMT, em fevereiro entra a quarta empresa que forma atualmente o Conorte: a Navegantes. Logo após esta e a Nortran passam a integrar o grupo de treinamentos. Em maio o consórcio define a logomarca atual. Após avaliação do corpo técnico e com a anuência do conselho diretor, altera-se o padrão de controle de rodagem, passando a utilizar a metodologia analisada no grupo de estudos em relação de tipificação de linhas e veículos operacionais, sendo determinado a reavaliação das linhas no início de cada semestre: janeiro e julho. A partir de 1999, por determinação da EPTC, o acesso dos ônibus é modificado: ao invés de embarcar pela porta de trás e desembarcar pela porta da frente (como vinha ocorrendo até então), os usuários passam a embarcar pela porta da frente e desembarcar pela porta de trás, o que diminuiu o problema da evasão de usuários que não pagavam passagem. Até ali apenas idosos, gestantes e deficientes podiam entrar pela porta da frente. É criada em dezembro de 1999 a assessoria de comunicação do consórcio, que dá suporte à informações para os meios de comunicação de Porto Alegre e elabora o seu jornal (o Rodonorte, criado em janeiro de 2000).
Em abril de 2000 o consórcio adere ao Programa Gaúcho de Qualidade e Produtividade (PGQP). Em julho de 2000 começa a operar o terminal elevado Parobé e corredor Sertório (projeto Norte-Nordeste), sendo necessário o acréscimo de cinco veículos à frota (veículos com quatro portas e cores diferenciadas). Em março de 2001, para dar qualificação e padronização ao Rodonorte, eventos promocionais do consórcio e todas as comemorações, é criado a Equipe de Eventos do Conorte. Em 2007, por determinação da EPTC, começa a funcionar o sistema de transporte integrado de Porto Alegre, que foi denominado TRI.

## Licitação do transporte em Porto Alegre
Em 2015, após duas tentativas fracassadas de a Prefeitura de Porto Alegre realizar uma licitação do transporte coletivo da cidade, foi realizada, na EPTC, a terceira tentativa de licitação, em 6 de julho. O consórcio Mob, composto pelas três empresas que já atendiam a região norte da cidade - Sopal, Nortran e Navegantes -, foi o classificado para a nova operação, que teve início em 22 de fevereiro de 2016.
Os ônibus que fazem parte do Mob são da cor azul (nova padronização visual dos ônibus de Porto Alegre), além do leiaute anterior, no estilo "eletrocardiograma" na cor vermelha, que será gradativamente substituído pelo novo leiaute, com a renovação da frota e a repintura de carros que ingressaram antes de 2016 na frota.